# 捷列博夫利亞區

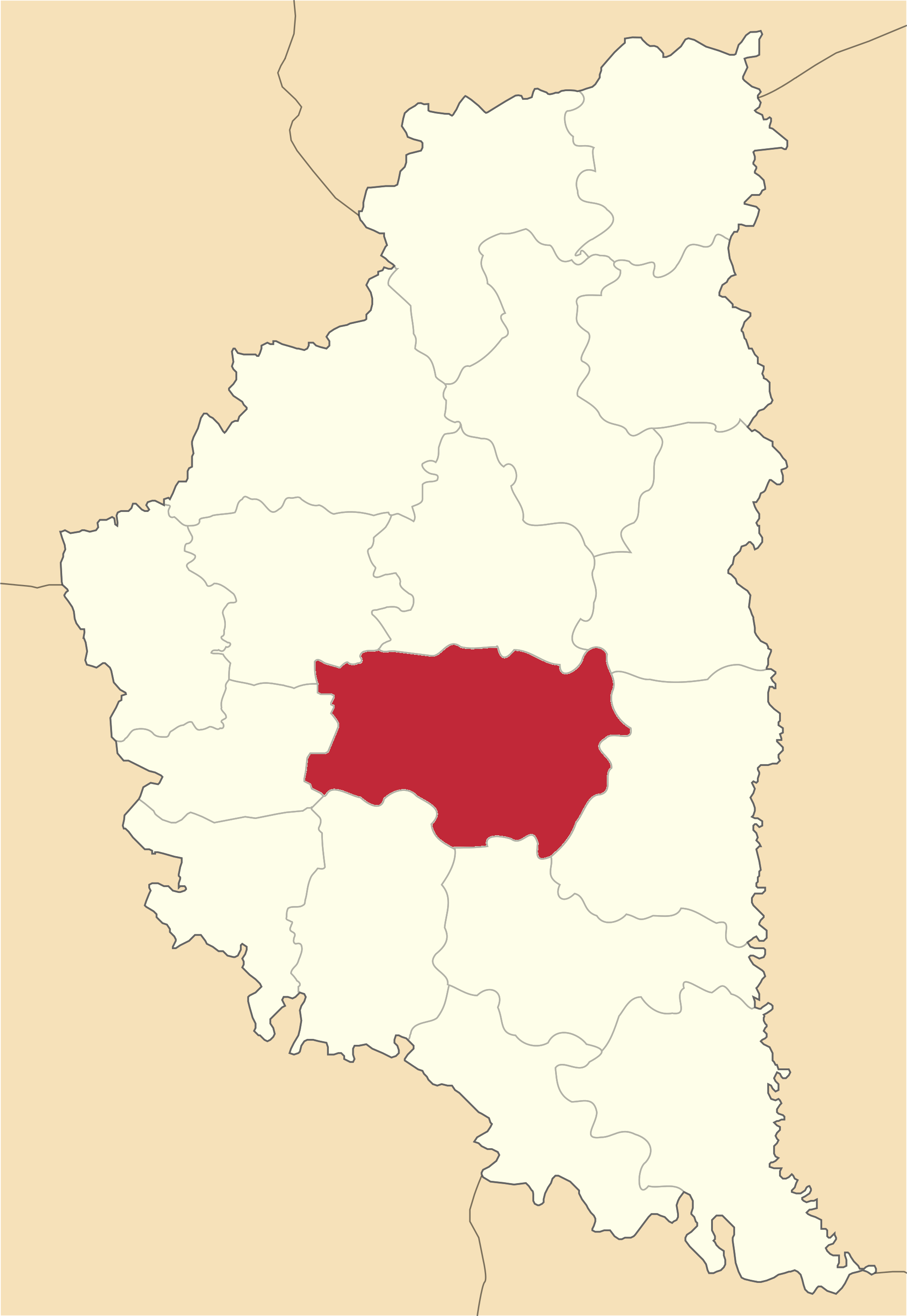
泰雷博夫利亞區在捷爾諾波爾州的位置

捷列博夫利亞區（烏克蘭語：Теребовлянський район），曾是烏克蘭西部捷爾諾波爾州的一個區，行政中心設於捷列博夫利亞，面積1,130平方公里，2015年人口65,728，人口密度每平方公里58.17人。
该区在2020年乌克兰行政区划改革后撤销，其区域并入捷爾諾波爾區。